# Lauren Wenger
Pour les articles homonymes, voir Wenger.
Lauren Wenger, née le 11 mars 1984 à Long Beach (Californie), est une joueuse américaine de water-polo.
Elle a remporté deux médailles olympiques : l'or en 2012 et l'argent en 2008. Elle a remporté les championnats du monde de water-polo en 2009. Elle a aussi terminé finaliste en 2005.

## Palmarès
- Jeux olympiques d'été de 2012 à Londres ( Royaume-Uni)
  -  médaille d'or au tournoi olympique

- Jeux olympiques d'été de 2008 à Pékin ( Chine)
  -  médaille d'argent au tournoi olympique

- Championnat du monde 2005 à Montréal ( Canada)
  -  médaille d'argent au championnat du monde

- Championnat du monde 2007 à Melbourne ( Australie)
  -  médaille d'or au championnat du monde

- Championnat du monde 2009 à Rome ( Italie)
  -  médaille d'or au championnat du monde